# Kura (film)
Pour les articles homonymes, voir Kura.
Pour plus de détails, voir Fiche technique et Distribution.
Kura (藏) est un film japonais réalisé par Yasuo Furuhata, sorti en 1995.

## Synopsis
Retsu, une jeune femme aveugle, décide de sauver l'entreprise familiale de saké malgré la tradition qui interdit aux femmes d'y travailler.

## Fiche technique
- Titre : Kura
- Titre original : 藏
- Réalisation : Yasuo Furuhata
- Scénario : Kōji Takada (ja), d'après le roman de Tomiko Miyao
- Musique : Masashi Sada (en) et Takayuki Hattori (en)
- Photographie : Fujio Morita (ja)
- Décors : Yoshinobu Nishioka (ja)
- Montage : Eifu Tamaki (ja)
- Production : Gorō Kusakabe et Hiroki Matsukata
- Société de production : Tōei
- Pays de production :  Japon
- Langue originale : japonais
- Format :
- Genre : Drame
- Durée : 130 minutes
- Dates de sortie : 
  - Japon : 10 octobre 1995[1]

## Distribution
- Yūko Asano (ja) : Saho Sano
- Sae Isshiki (ja) : Retsu Tanōchi
- Yui Natsukawa : Seki Yamanaka
- Hidetoshi Nishijima : Ryota Takeda
- Jun Etō (ja) : Bunkichi
- Shigemitsu Ogi (ja) : Yasuke
- Naomi Kawashima (ja) : Ohan
- Hitomi Kuroki : Kaho Tanōchi
- Tetsuo Ishidate (ja) : l'oracle
- Eiichirō Funakoshi (ja) : Takero Sano
- Hatsunori Hasegawa (ja) : Masahiro Tanōchi
- Shigeru Kōyama : directeur du département d'ophtalmologie
- Keizō Kanie : Shin Hirayama
- Yukiji Asaoka : Masae Tanimura
- Haruko Katō : Mura Tanouchi
- Hiroki Matsukata : Izō Tanōchi

## Distinctions
Le film a été nommé pour treize Japan Academy Prizes et en a remporté deux : meilleure actrice pour Yūko Asano, meilleur espoir pour Sae Isshiki. Il a également remporté un Japan Academy Prize spécial Gorō Kusakabe et Hiroki Matsukata, producteurs du film.